# 孫呉口岸
孫呉口岸（そんご-こうがん）は中華人民共和国黒竜江省黒河市孫呉県四季屯とロシア連邦コンスタンチノフカの間に位置する水路出入国検査場。
1993年に国務院により国家一類口岸に指定され、現在は総合埠頭、食料専用埠頭、石炭専用埠頭及び石油専用埠頭を各1本を備える貨物専用出入国検査場である。